# Csampisz Ildikó
Csampisz Ildikó (1968. augusztus 31. – Budapest, 2016. január 25.) magyar szinkronszínésznő.

## Élete és pályafutása
1968. augusztus 31-én született. Élete során rengeteg sorozatban és filmben volt hallható. A Sherlock Holmes-filmekben az ő hangján szólalt meg Mrs. Hudson, akit Geraldine James alakított, de szinkronizált az Elcserélt életek, a Garfield 2.-, a Jay és Néma Bob visszavág, a Nevem Sam és az 1408 című filmekben is.
Olyan sorozatokban szólalt meg, mint a Paula és Paulina, az Acapulco szépe, a Csacska angyal, a Medicopter 117 – Légimentők vagy a Monk – A flúgos nyomozó.
2016. január 25-én hunyt el, hosszan tartó betegség során.